# World Values Survey
Die World Values Survey (dt. etwa Weltweite Werte-Erhebung, kurz WVS) ist die umfangreichste und weiträumigste Umfrage über menschliche Werte, die je durchgeführt wurde. Es ist ein anhaltendes akademisches Projekt von Sozialforschern, um den Status von soziokulturellen, moralischen, religiösen und politischen Werten verschiedener Kulturen der Welt zu ermitteln. Die Ergebnisse sind größtenteils auf der Website des Projekts zu finden.

## Geschichte
Die erste repräsentative Befragungswelle des World Values Surveys fand 1981 in 22 Staaten statt. Als Hauptakteur in der weltweiten Befragung von Menschen zu ihren Einstellungen und Werten gilt Ronald Inglehart von der Universität Michigan in den USA.
Dabei wurde auf die Arbeit der Forschungsgruppe um den European Values Study (Europäische Werte-Studie – EVS) aufgebaut. Der EVS untersuchte die Werteeinstellungen von Menschen in 8 westeuropäischen Ländern. Die wissenschaftliche Schirmherrschaft übernahmen dabei Jan Kerkhofs und Ruud de Moor, deren Hochschule – die Universität von Tilburg – bis heute der Hauptsitz des EVS ist.
Die erste Befragung wurde nach etwa 10 Jahren wiederholt, was nach der zweiten Durchführung „Wellen“ genannt wurde. Eines der Ziele des Projektes wurde die Längsschnittsmessung der Entwicklung von Werten in den jeweiligen Ländern. Weitere Wellen folgten der zweiten in Intervallen von ungefähr fünf Jahren.
Auf Grund des europäischen Ursprungs des Projektes, wurden in den frühen Wellen des WVS hauptsächlich in westlichen Staaten Befragungen durchgeführt und afrikanische und südostasiatische Staaten waren unterrepräsentiert. Damit der WVS in mehr Ländern durchgeführt wird, kam es zu einer dezentralen Organisationsstruktur. Auf diesem Weg wuchs die WVS über ihren europagewichteten Ursprung hinaus, um 42 Länder in der zweiten Welle, 54 in der dritten und 62 Länder in der vierten Welle zu umfassen.
Die Daten des WVS sind auf dessen Internetseite frei verfügbar und stehen dort auch für eine deskriptive Analyse durch ein Onlineanalysetool zur Verfügung. Das Sekretariat des WVS hat seinen Sitz in Stockholm, Schweden und das Datenarchiv des WVS befindet sich in Madrid, Spanien.

## Methodik und Umfrage
Die WVS-Methodik besteht aus der Handhabung von detaillierten Fragebögen in persönlichen Befragungen. Die Fragebögen aller sechs Wellen können in vollständiger Version auf der WVS-Website eingesehen werden. Die Fragebögen der 5. Welle bestanden aus etwa 250 Fragen. In jedem Land wurden 1000 bis 3500 Personen befragt. In der vierten Welle z. B. ergab sich ein Durchschnitt von 1330 Interviews pro Land, was einer weltweiten Gesamtzahl von etwa 92.000 Befragungen entspricht.

## Ergebnisse

Die erste Inglehart-Wertekarte (1999–2004)

Die zweite Inglehart-Welzel-Wertekarte (2005–2008)

Der WVS-Fragebogen besteht aus etwa 250 Fragen, welche auf 400 bis 800 messbare Variablen hinauslaufen. Einige Beispiele sind wie folgt:

### Glück
Der WVS untersucht die individuelle Wahrnehmung von Glück in verschiedenen Ländern. Dieser Teil der WVS ist auch der von der Presse meist zitierte. Die Statistikwebsite Nationmaster z. B. veröffentlichte eine vereinfachte Version des Weltglücklichkeitsmaßstabs, basierend auf WVS-Daten. Die WVS-Website selbst erlaubt jedoch ein fortgeschritteneres Niveau der Analyse sowie den Vergleich der Glücksentwicklung je Land im Zeitverlauf und zwischen verschiedenen sozioökonomischen Gruppen. Eine der auffallendsten Verschiebungen der Glücksmessung war der beträchtliche Rückgang des Glücksempfindens der russischen Bevölkerung sowie einiger anderer Bevölkerungen osteuropäischer Länder während der 1990er Jahre.

### Die Kulturkarte
Die Kulturkarte ist ein weiteres Ergebnis der WVS-Befragung. Einige Variablen wurden zu zwei Dimensionen von kultureller Variation zusammengefasst (bekannt als „traditionelle Werte vs. säkular-rationale Werte“ und „Überlebenswerte vs. Selbstentfaltungswerte“). Auf Grundlage dieses zweidimensionalen Spektrums konnten Länder in bestimmte kulturelle Regionen unterteilt werden. Die WVS behauptet: Diese beiden Dimensionen erklären mehr als 70 % der länderübergreifenden Varianz in einer Faktorenanalyse von zehn Indikatoren. Diese Ergebnisse bestätigen auch die Thesen von Max Weber zur Religionssoziologie, nach denen Kultur stark von Religion geprägt wird.

### Entwicklung zur Demokratie
Inglehart entdeckte, dass Selbstentfaltungswerte zu einem Wunsch nach Demokratie führen. Die Befragung fand, dass Vertrauen und Demokratie diejenigen Werte waren, die die meisten kulturellen Grenzen überschritten. Des Weiteren zeigte die Befragung, dass die Geschlechtergleichheit einer der bedeutendsten Unterschiede zwischen den westlichen und anderen Kulturen ist.

## Kritik

### Positives Feedback
Der niederländische Interkulturalitätsforscher Geert Hofstede nahm im Jahre 2001 die WVS-Ergebnisse positiv auf. Speziell auf Ingleharts zweidimensionale Kürzung seiner Ergebnisse bezogen, wie in der Inglehart-Karte dargestellt, ging Hofstede davon aus, dass dieses seine eigene Arbeit unterstützt.

„Ingleharts schlüsselkulturelle Dimensionen entsprachen sehr meinen Dimensionen. Wohlbefinden versus Überleben korrelierte stark mit Individualismus und Maskulinität; Säkular-rationell versus traditioneller Autorität korrelierte negativ mit Machtdistanz.“

Andere Fachstimmen kommentierten kritisch, dass Ingleharts zwei Dimensionen nicht identisch mit Hofstedes fünf Dimensionen seien. In Anbetracht der Unterschiede in der Methodik (Hofstedes basierte auf Befragungen von IBM-Angestellten) sei es wenig überraschend, dass es Unterschiede zwischen seinen Ergebnissen und denen des World Values Survey gebe.

### Skeptisches Feedback
(Quelle:)
- Eine Fehlerquelle des WVS-Methodik sehen manche Stimmen in der Verzerrung der Ergebnisse durch die soziale Erwünschtheit bestimmter Antworten, die bei standardisierten Umfragen nie ausgeschlossen werden kann. Dieses Konzept beruht auf der Annahme, dass die Befragten in der konkreten Interview-Situation dazu neigen, ihre Angaben entsprechend der angenommenen Erwartung an sie zu machen.

- Kritisiert wurde auch die Bewertung der Antwortkategorie „Don't Know“, die von Antwortenden vermehrt bei der offenen Abfrage der Bedeutung von Demokratie (Global-Barometer-Project: in ostasiatischen Ländern 20 % bis 30 %), aber auch bei den konkreten Antwortkategorien zum Wert der Demokratie (World Value Survey: bis zu 40 % in Indien und China) gewählt wurde und die eine aussagekräftige Interpretation erschweren würden.

- Eine weitere Kritik bezieht sich auf die theoretischen Annahmen, die der Einteilung in Kulturkreise zugrunde liegen. Alternativ dazu schlagen Vertreterinnen der transkulturellen Demokratietheorie vor, zwischen Ländern mit bzw. ohne Demokratieerfahrung zu unterscheiden.[6] Das Konzept der Einteilung in Kulturkreise geht zurück auf Samuel P. Huntington aus seinem Werk Kampf der Kulturen (dt. Übersetzung) und ist wissenschaftlich höchst umstritten.[7] Im WVS wird diese Einteilung mit dem Argument der Vergleichbarkeit verwendet, weil nur so vergleichende Bezüge zu früheren Forschungen sinnvoll gezogen werden könnten.

- Ein weiterer Einwand bezieht sich auf die angenommene Universalität des Demokratiebegriffs und wirft der Konzeptualisierung der Umfrage neben einem imperialism of categories[8] ein hegemoniales Verhältnis von Forschern zu Forschungsobjekten vor.